# Neosappaphis franzi
Neosappaphis franzi är en insektsart som beskrevs av Hille Ris Lambers 1959. Neosappaphis franzi ingår i släktet Neosappaphis och familjen långrörsbladlöss. Inga underarter finns listade i Catalogue of Life.